# Noord-Afrikaanse Veldtocht
De Noord-Afrikaanse Veldtocht was de strijd tussen de geallieerden en de asmogendheden in Noord-Afrika tijdens de Tweede Wereldoorlog. De veldtocht begon in 1940, toen Italië zich in de Tweede Wereldoorlog mengde, en eindigde op 13 mei 1943 met de overgave van de laatste Duitse en Italiaanse troepen in Tunesië.
In september 1940 viel Italië vanuit haar kolonie Libië Egypte binnen. De opmars stokte al snel en in december en januari veroverde een Brits tegenoffensief het oosten van Libië. In februari 1941 heroverde het Duitse Afrikakorps onder Erwin Rommel het gebied, met uitzondering van Tobroek dat belegerd werd. In november 1941 werd het weer door de Britten veroverd, maar in januari 1942 rukte Rommel op tot Gazala. In juni 1942 versloeg hij daar de Britten en stootte door tot El Alamein. In november 1942 werd Rommel er beslissend verslagen door Bernard Montgomery terwijl tegelijkertijd geallieerde troepen landden in de Franse koloniën Marokko en Algerije. De asmogendheden probeerden ze van Tunesië uit terug te werpen maar werden in de tang genomen en verpletterd.
De campagne kenmerkte zich door grote tankslagen en de eerste inzet van Britse commando's van de SAS, die een nieuwe tactiek toepasten van kleinschalige operaties ("raids") achter de vijandelijke linies. De geallieerden voorkwamen dat het Suezkanaal en de toegang tot de olievelden in het Midden-Oosten in handen zouden vallen van de asmogendheden en verwierven een springplank voor landingen in Italië en Zuid-Frankrijk.

## Uitgangssituaties

### Italië
De grote Duitse successen op het Europese vasteland in 1939 en 1940 gaven Mussolini het idee dat zijn troepen Hitlers veroveringen elders konden evenaren om in Afrika een nieuw Romeins Rijk te vestigen. Sinds zijn machtsovername in 1922 was de fascistische leider blijven dromen van een imperium dat het klassieke Romeinse Rijk evenaarde.
Italië miste echter de economische en militaire middelen om de dromen van Il Duce ('de Leider') te verwezenlijken. Italië was nu eenmaal veel minder geïndustrialiseerd dan Duitsland of het Verenigd Koninkrijk en de publieke opinie liep niet warm voor nieuwe veroveringen. Aan de bestaande Italiaanse koloniën: Italiaans-Libië, de Dodekanesos, Italiaans-Eritrea en Italiaans-Somaliland had men volgens velen de handen al vol. Toch voegde Mussolini in 1936 daar Abessinië (Ethiopië) aan toe in de Tweede Italiaans-Ethiopische Oorlog. Drie jaar later werd Albanië onder de Italiaanse kroon gebracht. Zowel het Abessijnse en het Albanese leger waren niet in staat om blijvend de Italiaanse legers te weerstaan, hoewel de oorlogen en de daaruit voortvloeiende sancties een zware wissel op de toch al zwakke economie trokken, verergerd door een dure interventie in de Spaanse Burgeroorlog. Politiek raakte Italië door dit gedrag steeds meer geïsoleerd en zag het zich gedwongen toenadering te zoeken tot Duitsland. Aanvankelijk was Mussolini zich er echter van bewust dat zijn leger nog niet klaar was voor oorlog tegen sterkere tegenstanders en leek hij de kat uit de boom te kijken. Wisselende plannen na september 1939 om Joegoslavië of Griekenland binnen te vallen, kwamen niet tot uitvoering. Het leger werd gemobiliseerd maar geconcentreerd aan de Franse grens.
Toen Frankrijk in juni 1940 bijna was verslagen, leidde dit tot het omslaan van de stemming in Italië. Plotseling hoopten Mussolini en verschillende kopstukken in de fascistische partij en de politiek (tot de koning toe) dat de Duitse overwinning een uitgemaakte zaak was en dat Italië in die overwinning kon meedelen door nog snel op de Duitse trein te springen. Weifelaars sloten zich bij de haviken aan, tegenstanders hielden hun mond. Op 10 juni 1940 verklaarde Mussolini de oorlog aan Frankrijk en het Verenigd Koninkrijk. Na de nederlaag van Frankrijk en mogelijk ook het Verenigd Koninkrijk, zouden immers de koloniën van die grootmachten verdeeld worden, en met de val van Frankrijk leek die nederlaag een uitgemaakte zaak.
Mussolini viel op 11 juni 1940 Frankrijk aan. Al was Frankrijk grotendeels onder de voet gelopen door Duitsland, het kon nog voldoende weerstand bieden aan de Italianen, die vrijwel geen terrein in de Franse Alpen konden veroveren. De geallieerden waren bang geweest dat Mussolini opdracht had gegeven om Malta te veroveren, waardoor de Britse scheepvaartroute in de Middellandse Zee in het geding kwam. Mussolini had echter zijn hoop gevestigd op een wapenstilstandsconferentie met Frankrijk en het Verenigd Koninkrijk, iets wat hij op 2 september 1939 ook tevergeefs had voorgesteld. Hij hoopte daarbij zijn verlangens ten aanzien van de Britse en Franse gebieden rond de Middellandse Zee te kunnen verwezenlijken. Zover kwam het echter niet, want hoewel Frankrijk werd verslagen, kregen de asmogendheden het Verenigd Koninkrijk niet op de knieën. De wapenstilstand met Frankrijk was een deceptie voor Mussolini omdat hij slechts enkele grensgebieden mocht annexeren; de Franse kolonieën waren hierdoor feitelijk buiten bereik, hoewel nog steeds troepen paraat werden gehouden om Nice, Corsica en Tunesië te bezetten, mocht de gelegenheid zich voordoen. Slechts Britse gebieden bleven nog over. Wel wist Italië in augustus 1940 een bescheiden overwinning te behalen door Brits-Somaliland te bezetten, waar de zwaar in de minderheid zijnde Britse bezettingstroepen slechts lichte weerstand boden en de kolonie evacueerden.
Al snel bleek Il Duce zijn veroveringsdrang niet te kunnen beheersen en liet hij zijn leger het door de Britten bezette Egypte aanvallen.

#### Militair

##### Bevelstructuur
Maarschalk Pietro Badoglio was de chef van de generale staf van de strijdkrachten, maar zijn positie als hoogste Italiaanse militair werd ondermijnd door Mussolini, die de ministerpost van de drie strijdmachtonderdelen bezette. Daardoor had de fascistische leider een bepalende stem over alle militaire plannen, wat ten koste ging van de efficiëntie, daar de drie onderdelen (landmacht, luchtmacht en marine) onafhankelijk van elkaar functioneerden. Badoglio werd eind 1940 vervangen door generaal Ugo Cavallero, die moest werken aan de communicatie en coördinatie tussen de verschillende militaire takken.
De Italiaanse troepen in Libië stonden aanvankelijk onder bevel van luchtmaarschalk Italo Balbo. Balbo kwam op 28 juni 1940 om het leven door Italiaans luchtafweer, die zijn vliegtuig ten onrechte als vijandelijk had geïdentificeerd. Het is echter nooit geheel uitgesloten dat Mussolini hem uit de weg heeft laten ruimen, omdat Balbo niet enthousiast was over Mussolini's veroveringsplannen. Balbo werd vervangen door maarschalk Rodolfo Graziani, de chef-staf van het leger. In Italiaans Somaliland en Abessinië was de hertog van Aosta de opperbevelhebber. Doordat de afstand tussen Italië en de kolonie groot was, had Mussolini hier minder invloed op de beslissingen van de militaire top.

##### Legersterkte
In 1940 telde het Italiaanse leger 73 divisies. In totaal waren dit 1,6 miljoen man. De bedoeling was dat het aantal divisies werd uitgebreid naar 126, maar dat is er nooit van gekomen. Niet wegens een gebrek aan manschappen, maar omdat er een gebrek aan materieel was en men zo'n grote groep rekruten niet kon trainen. Van de 73 divisies bestond het overgrote deel uit infanteriedivisies. Zeventien infanteriedivisies hadden een zekere mate van mobiliteit, vergelijkbaar met de standaard gemotoriseerde Britse infanteriedivisies. De pantsersterkte van Italië was zeer beperkt. Het leger omvatte slechts drie pantserdivisies en had daarnaast de beschikking over twee gemotoriseerde en drie lichte divisies, bewapend met lichte wapens en oude pantservoertuigen. De pantserzwakte zou de Italianen later in de woestijnvlakte zwaar hinderen in de strijd tegen de geallieerden. De Italianen hadden echter ook de beschikking over enkele goed getrainde divisies. De beste eenheden waren de zes Alpendivisies, die geoefend waren in de bergen en in Noord-Italië en de Balkan werden ingezet. Toen Frankrijk verslagen was, werd in de zomer van 1940 de helft van het Italiaanse leger weer gedemobiliseerd om geld te besparen. Dit deed men door hele jaarcohorten uit de dienst te ontslaan wat tot een totale chaos leidde. Veel eenheden raakten blijvend onder sterkte.
Naast het reguliere leger waren er nog fascistische milities, de zogenaamde zwarthemden die georganiseerd waren in legioenen, bestaande uit twee infanteriebataljons. Iedere infanteriedivisie van het leger werd met een zwarthemdenlegioen versterkt. Dit werd gedaan om zowel de sterkte van de divisie op te voeren alsmede om de fascistische denkwijze in het leger te brengen. De zwarthemden kregen ook drie onafhankelijke divisies toebedeeld, die uitsluitend dienstdeden in Libië en waren geformeerd als een koloniale divisie van 8.000 man, terwijl een normale infanteriedivisie circa 13.500 manschappen telde.
De Italiaanse luchtmacht, de Regia Aeronautica, had in de jaren twintig en begin jaren dertig de reputatie opgebouwd van een innovatieve organisatie. Echter, aan het begin van de oorlog was de luchtmacht flink in verval geraakt. Doordat de luchtmacht te weinig geld had gekregen om de sterkte op peil te houden, waren de meeste vliegtuigen sterk verouderd en in beperkte aantallen aanwezig. Met name de jagers, de Fiat CR.32 en de Fiat CR.42, waren niet opgewassen tegen hun Britse tegenstander, de Hawker Hurricane.
De Italiaanse militaire sterkte in Libië was voorafgaand aan de strijd 250.000 man, 1.800 kanonnen, 350 (lichte) tanks en circa 8.000 vrachtwagens. De luchtmacht was zwak, maar de 150 gevechtsvliegtuigen staken getalsmatig positief af bij de sterkte van de Britse luchtmacht, daar de RAF in die dagen de prioriteit legde bij de Slag om Engeland.
De Italiaanse troepen waren verdeeld over twee legers. In Tripolitanië lag het 5e Leger onder leiding van generaal Italo Gariboldi. Het 5e Leger had de beschikking over zes infanteriedivisies en twee kleinere divisies zwarthemden. Het 10e Leger onder leiding van generaal Francesco Berti was gelegerd in de Cyrenaica en bestond uit drie infanteriedivisies, een Libische divisie en een divisie zwarthemden. Daar kwam vlak voor het begin van de aanval nog een tweede Libische divisie bij. De reden dat het 5e Leger meer troepen tot zijn beschikking had, was dat de Italianen aanvankelijk Tunesië wilden aanvallen. Echter, nu de prioriteit was gevestigd op Egypte, werden divisies van het 5e Leger spoedig overgebracht naar de regio van het 10e Leger, dat uiteindelijk uit tien divisies bestond.

### Verenigd Koninkrijk

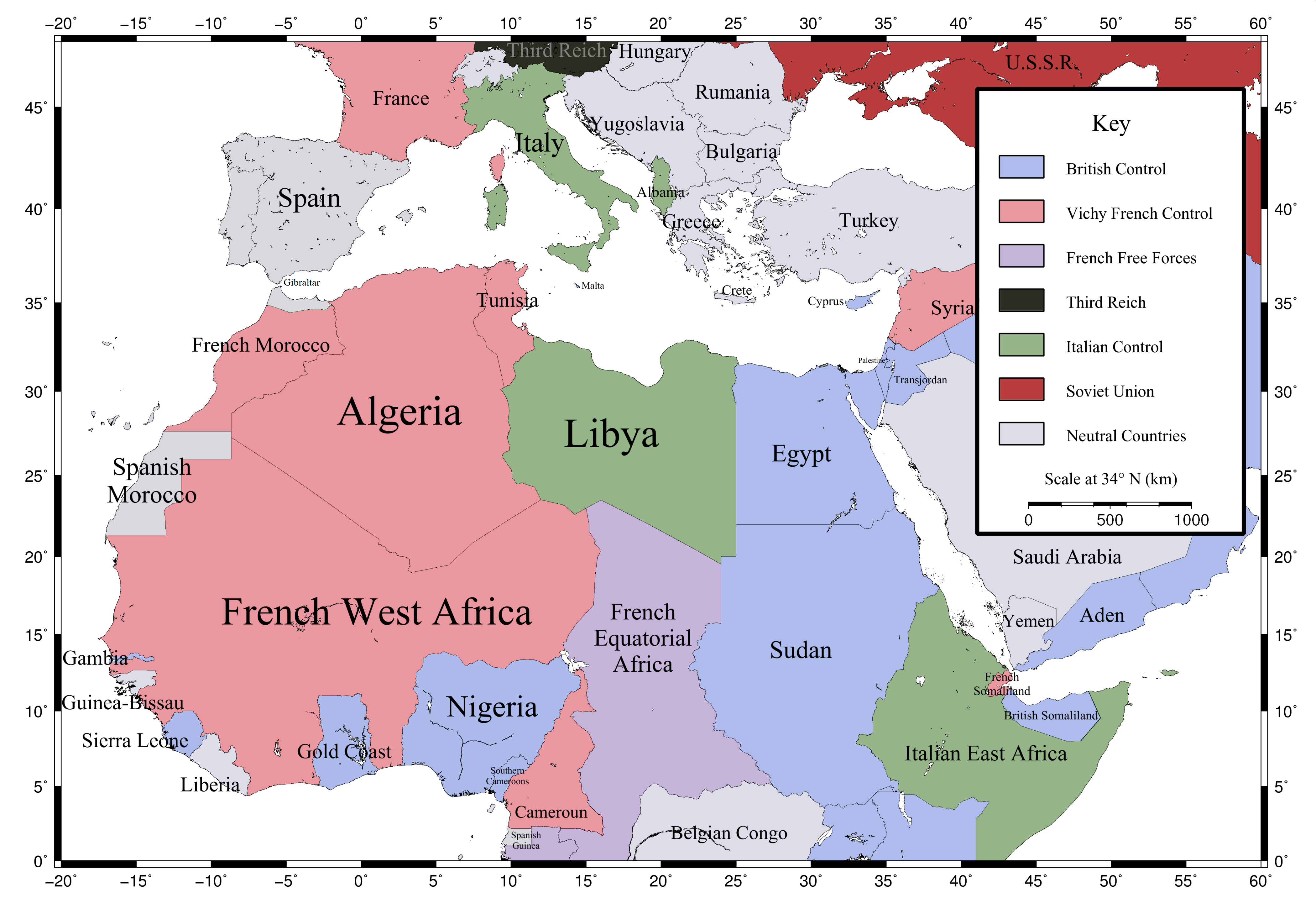
De situatie in de zomer van 1940

De Britse troepen in Egypte stonden onder leiding van de opperbevelhebber van het Midden-Oosten, generaal Archibald Wavell. Hij had nog geen honderdduizend man voor een gebied dat bestond uit Palestina, Jordanië, Soedan, Irak en Egypte. In dat laatste land waren circa 36.000 man gelegerd. Tegenover de Italiaanse troepen aan de Libische grens lagen twee onderbemande divisies, te weten de 4e Indiase divisie en de Britse 7e Pantserdivisie. Hoewel beide divisies te weinig manschappen en materieel hadden, behoorden ze tot de best geoefende eenheden van het hele Britse leger.
Voorafgaand aan de Italiaanse inval voerde de Britse 7e Pantserdivisie, gelegerd aan de grens met Libië, diverse aanvallen in vijandelijk gebied uit. De Italianen kregen hierdoor de indruk dat de Britse strijdmacht sterker was dan werkelijk het geval was. Waar de bevelhebber van de Italianen, Rodolfo Graziani, tijdens zijn tijd in Italië nog aandrong om actie te ondernemen tegen de Britten, was hij bij zijn aankomst in Libië een stuk voorzichtiger. Van de achtduizend vrachtwagens was de helft nodig om de Libische economie niet te laten instorten en de rest was volstrekt onvoldoende voor een verre opmars. In alle Libische havens bij elkaar konden maar tien schepen gelost worden en Italië had überhaupt maar twintig vrachtschepen die met zwaar materieel geladen konden worden. Een derde van de vrachtvloot en zesenveertig olietankers konden in juni 1940 Italië niet meer bereiken zodat ze in Britse handen vielen, of in Eritrea dan wel neutrale landen vastzaten. Maar 574 schepen waren zo beschikbaar. Een eerste konvooi van vijf vrachtschepen werd door de hele beschikbare oppervlaktevloot begeleid wat leidde tot de Zeeslag bij Punta Stilo. Men verbruikte een veelvoud van de brandstof en munitie die geleverd werd. Besloten werd er voortaan heimelijk door te glippen maar zo bereikten gemiddeld maar dertig vrachtschepen per maand Libië. Mussolini beval echter dat er een aanval moest plaatsvinden en de datum daarvoor werd vastgesteld op 13 september 1940. Terwijl de Italiaanse militaire top dus verdeeld was, nam het Britse oorlogskabinet enkele belangrijke besluiten. Het thuisland werd de hele zomer van 1940 bedreigd door een Duitse invasie en het leger had, zeker na de evacuatie uit Duinkerke, een nijpend tekort aan materieel. Maar de kabinetsleden waren zich er ook van bewust dat als de Britten Egypte en de verbindingsweg met de andere koloniën wilden verdedigen, er dringend versterkingen nodig waren. Wavell had vooral tanks, artillerie en voertuigen nodig. Op 15 augustus besloot het oorlogskabinet om de troepen in Egypte te versterken met drie tankbataljons (154 tanks waaronder de Matilda II), 48 antitankkanonnen, 48 25-pondshouwitsers en veel infanteriewapens en munitie. Via Kaap de Goede Hoop werd het materieel aangeleverd en op 19 september kwam het aan bij het Suezkanaal in Egypte.

## Overzicht van de campagne
De campagne kan opgedeeld worden in drie fasen. De eerste fase betreft de oorlog tussen de Italianen en de Britten, waarbij de Italianen verslagen werden en teruggedrongen werden tot diep in Libië.
De tweede fase betreft de Duitse inmenging in het conflict, toen Benito Mussolini hulp inriep van de Duitse leider Adolf Hitler. Erwin Rommel kreeg toen de leiding over het DAK, het Deutsches Afrikakorps. Hij kwam tot El Alamein in Egypte, maar werd uiteindelijk verslagen.
Hoewel er in de eerste twee fasen door de verschillende legers grote afstanden werden afgelegd en er spectaculaire tankslagen plaatsvonden, lagen de fronten toch gedurende het grootste deel van de tijd muurvast. Dat kwam doordat de strijdende partijen ernstige bevoorradingsproblemen hadden. Na iedere actie moesten maandenlang moeizaam voorraden brandstof en munitie worden opgebouwd. In de tussentijd deed men er alles aan de stellingen zoveel mogelijk te versterken met loopgraven, versperringen, antitankgeschut en mijnenvelden. Dit ontlokte aan Rommel de bekende verzuchting dat een slag wordt geleverd en beslist door de kwartiermeesters voordat het eerste schot gelost is.
De derde fase is de inmenging van de Amerikanen, die de Franse koloniën Marokko, Algerije en Tunesië binnenvallen, terwijl Bernard Montgomery vanuit Egypte de aanval opent op de Duitsers. De Duitsers en Italianen worden teruggedrongen tot in Tunis, waar de meesten gevangengenomen worden.

## Italiaans-Britse strijd

### Operazione E

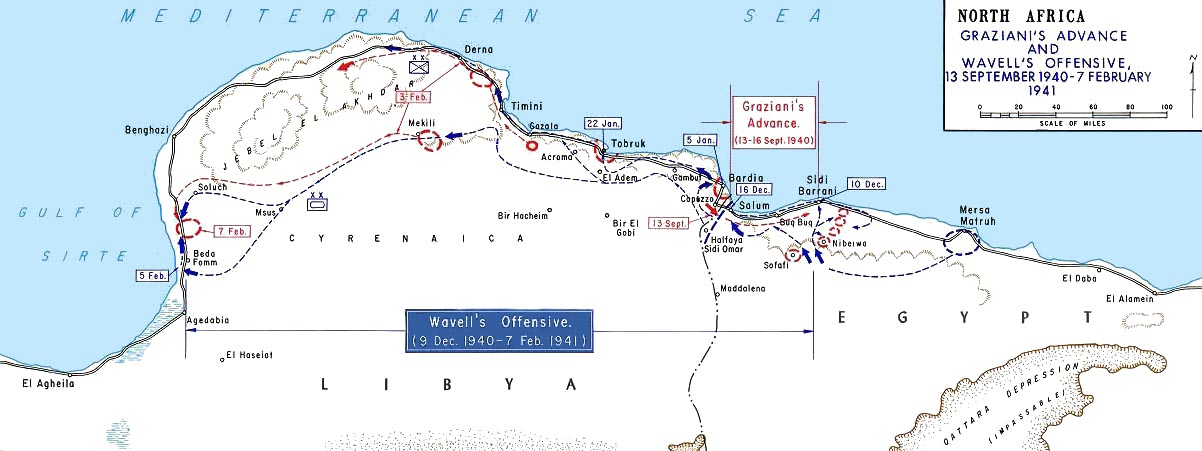
De Italiaans-Britse strijd

Op 13 september 1940 viel het Italiaanse leger Egypte binnen in Operazione E. Hoewel in principe een verovering van dat land beoogd werd, en er een dreiging van uitging voor het Suezkanaal, de "luchtpijp van het Britse Rijk" als kortste toegangsweg naar Brits-Indië, en de olievelden in Irak en Perzië, was de logistieke ondersteuning veel te zwak voor een verre opmars. Tot 18 september rukte men 120 kilometer op naar Sidi Barrani en groef zich daar in. Het uiteindelijke doel was om Mersa Matroe te bereiken zodat men daar een vliegveld kon inrichten van waaruit Duitse duikbommenwerpers Alexandrië konden bereiken om de Britse vloot uit de oostelijke Middellandse zee te verdrijven. De Britten bereidden zich voor op een aanval op Mersa Matroe maar die bleef uit. Dat stelde ze in staat een krachtige tegenaanval voor te bereiden. In november 1940 werden drie Italiaanse slagschepen uitgeschakeld in de Slag bij Tarente. Ondanks het overwicht van de Britse vloot lukte die het niet een blokkade van de Libische kust te handhaven, wegens het gevaar van luchtaanvallen.

### Operation Compass
Op 9 december 1940 begon Wavell Operatie Compass. Hij rukte op in de stijl van een Blitzkrieg zoals in 1940 in de mode gekomen was. De methode bleek erg succesvol. 7th Armoured Division sneed Sidi Barrani af. Bij het Italiaanse garnizoen van de stad kelderde hierop het moreel. Een felle aanval door de zwaarbepantserde Matildatanks leidde tot een snelle overgave op 11 december. Op 16 december veroverden de Britten Sidi Omar. Deze dreiging op hun "woestijnflank" deed de Italianen vrijwel heel Egypte ontruimen.
Wavell viel nu Libië binnen waarbij dezelfde methode herhaald werd. Bardia werd omsingeld en viel op 5 januari; op 21 januari viel Tobroek. Het 10e Leger ontvluchtte nu de Cyrenaica. Wavell zond een eenheid dwars door de woestijn om het af te snijden bij Beda Fomm. Dat lukte en het 10e Leger werd grotendeels vernietigd. Het had honderdvijftigduizend man en 420 tanks verloren. Slechts achtduizend man ontsnapten naar Tripolitanië.
De Britten lieten echter na om ook het westen van Libië te veroveren. Churchill beval Griekenland te versterken. De 7e Pantserdivisie werd teruggetrokken om het versleten materieel te herstellen. Dit stelde de asmogenheden in staat de situatie te stabiliseren.

## Commando-acties

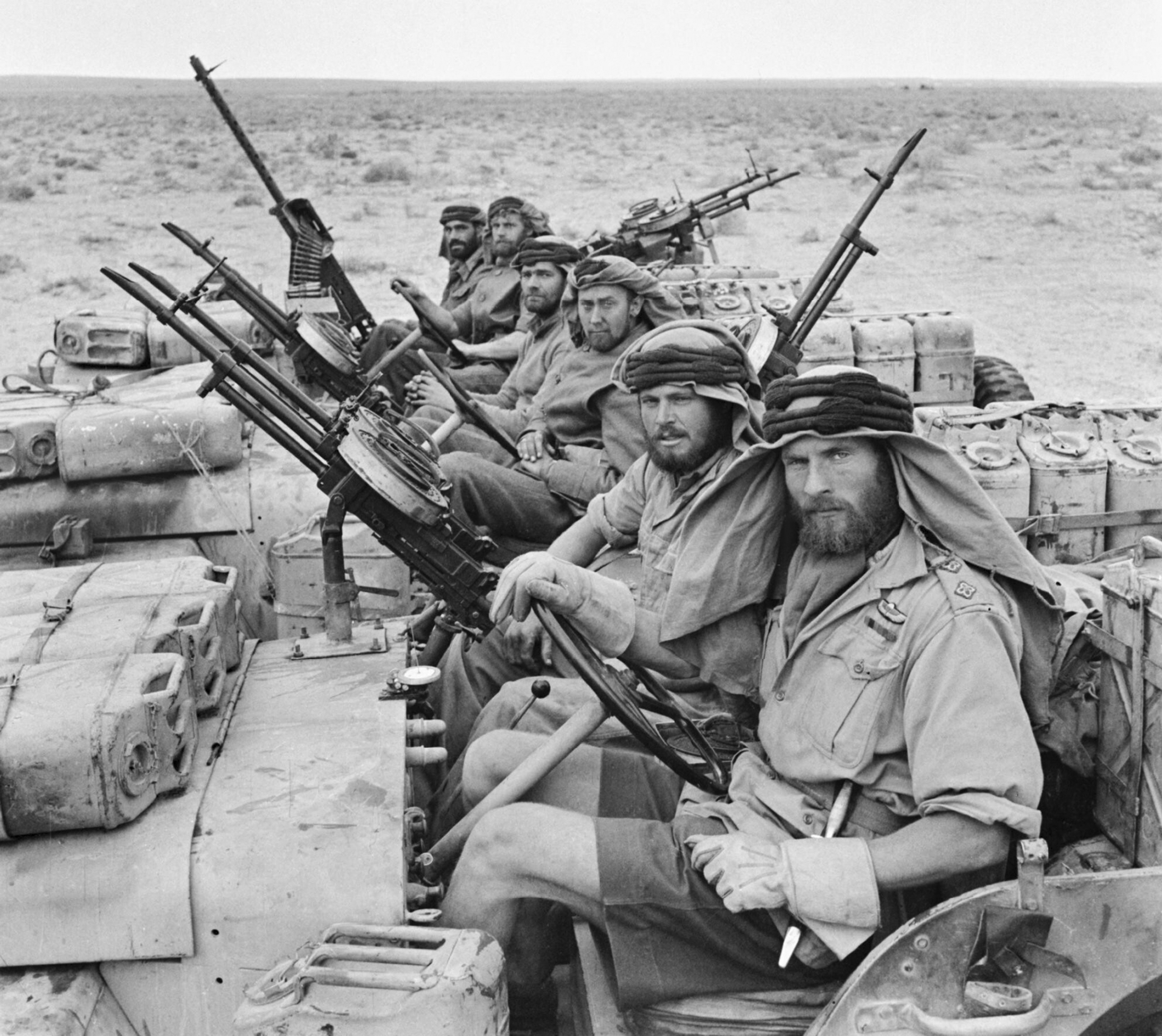
De SAS op 18 januari 1943

Van 1940 af werden commandoacties uitgevoerd door de Long Range Desert Group. Kleine gemotoriseerde eenheden trokken, vaak met niet meer dan terreinwagens, diep de woestijn in en overvielen van daaruit vijandelijke vliegvelden, commandoposten en opslagplaatsen.
In 1941 werden tijdens de Noord-Afrikaanse veldtocht in Operatie Crusader voor het eerst gewaagde aanvallen achter de vijandelijke linies uitgevoerd door de speciaal daarvoor door het Britse leger in het leven geroepen SAS, de Special Air Service. Dit betrof voornamelijk sabotageacties die ondersteunend waren bij de grotere bewegingen van de reguliere eenheden. De SAS werd daartoe gedropt met parachutes.

## De Duits-Britse strijd

### Unternehmen Sonnenblume

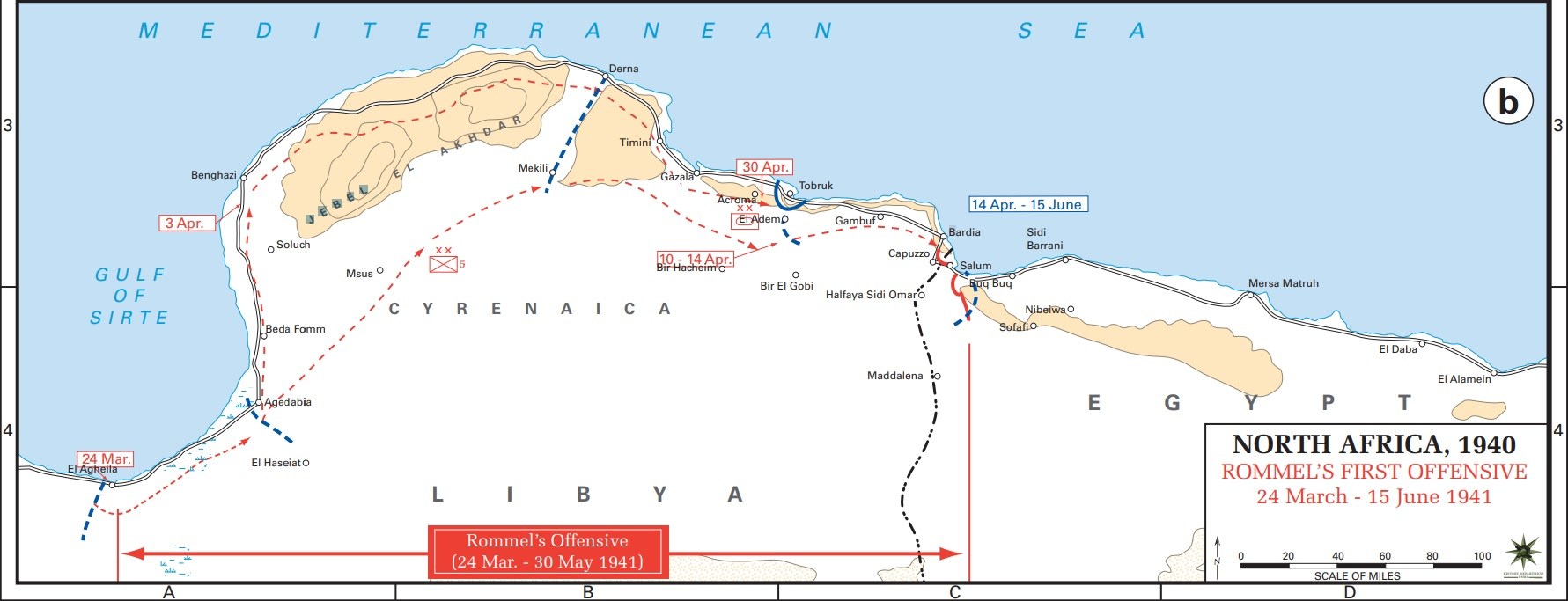
Sonnenblume

Het Italiaanse debacle noodzaakte Hitler tot ingrijpen. De Duitse legertop had al in de zomer van 1940 een pantserdivisie aangeboden maar Mussolini had dat als te vernederend afgehouden. De Italiaanse generaals vroegen alleen de tanks te leveren doch daar ging het Duitse leger niet op in. Toen de invasie van Engeland afgeblazen werd, eiste de komende aanval op de Sovjet-Unie alle Duitse aandacht op maar de Italiaanse nederlaag leidde tot een snelle herleving van de plannen. Op 11 januari 1941 beval Hitler de interventie door een nieuw Deutsches AfrikaKorps in Operatie Sonnenblume onder bevelvoering van generaal Erwin Rommel. Zijn Afrikakorps bestond voorlopig maar uit twee onderbezette divisies. Zijn 5e Lichte Divisie en 15e Pantserdivisie zouden echter een aantal briljante campagnes gaan voeren. Rommel kreeg het bevel pas tot het offensief over te gaan nadat hij een grotere strijdmacht had opgebouwd maar daar trok hij zich niets van aan. Van 24 maart af doorsneed hij de Cyrenaica wat leidde tot een terugtocht van het Britse leger. Op 10 april 1941 sloeg hij het beleg voor Tobroek, een belangrijke bevoorradingshaven, en rukte op tot de Egyptische grens. Een verdere opmars was onmogelijk zolang Tobroek niet genomen was omdat anders de bevoorradingslijnen te lang werden. De beperkte aanvoer ging nu naar de Duitsers zodat het Italiaanse leger een groot tekort had aan munitie, brandstof en zelfs voedsel. Een Britse poging op 15 mei de stad te ontzetten in Operatie Brevity mislukte.

### Operation Battleaxe
Op 15 juni 1941 deed Wavell een veel krachtiger poging tot ontzet in Operatie Battleaxe. Met zijn 7th Armoured Division poogde hij de Duitsers te omsingelen op hun zuidelijke woestijnflank. Hierbij bleek echter op pijnlijke wijze dat Rommel de betere generaal was. De Britten liepen in de val en werden zelf bijna omsingeld. Met zware verliezen moesten ze zich terugtrekken naar de Egyptische grens. Voor de Britten was het een bittere teleurstelling. Wavell en Richard O'Connor, die door de Duitsers verrast en gevangengenomen was, werden vervangen door Claude Auchinleck. De Western Desert Force werd omgedoopt tot het 8e Leger. De Duitse 5e Lichte Divisie werd omgedoopt tot de 21e Pantserdivisie. Er werd ook een 90. leichte Afrika Division opgericht. Rommel kreeg van de Britten de bijnaam Desert Fox (Woestijnvos). Door de taaie verdediging van Tobroek door vooral de Australiërs bleef het front vrij statisch tot november 1941.

### Operation Crusader

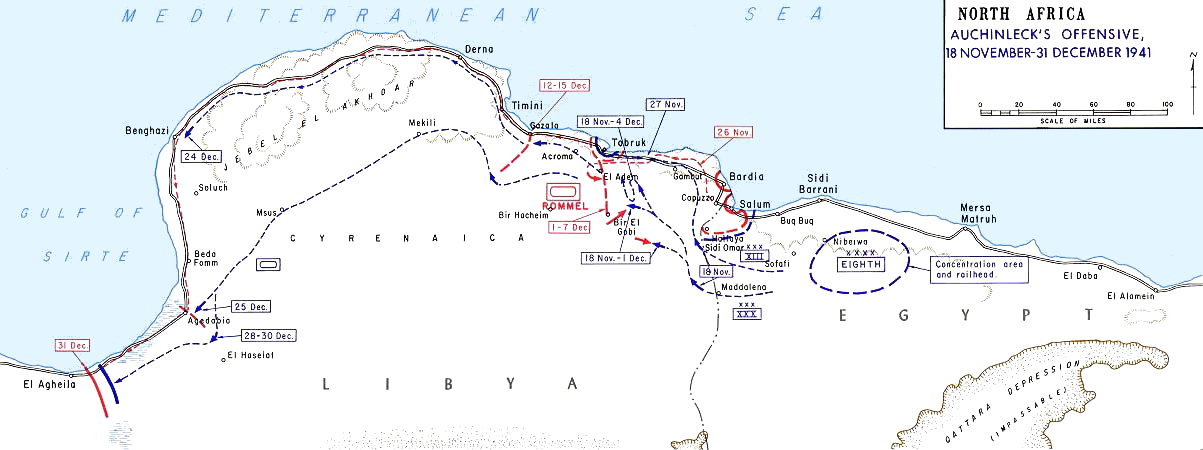
Operatie Crusader

Auchinleck bleek minder briljant in de woestijnoorlogsvoering dan zijn voorgangers maar het lukte hem door een grote inzet van materieel en eenheden toch een succes te behalen. Op 18 november begon hij Operatie Crusader. Hij rukte op tot voor Tobroek met een pantsermacht maar werd toen in de flank aangevallen en verslagen door Rommel. Die lukte het echter niet deze situatie uit te buiten. Eenheden Britse gemotoriseerde infanterie sneden de Duitse aanvoerlijnen af. Hierop trok Rommel zich terug en gaf de Cyrenaica helemaal op. Nu volgde echter een herhaling van de situatie van begin 1941. In plaats van heel Libië te veroveren werd het 8e Leger onvoldoende versterkt, om eenheden te leveren aan de strijd tegen Japan.

### Unternehmen Theseusen Gazala

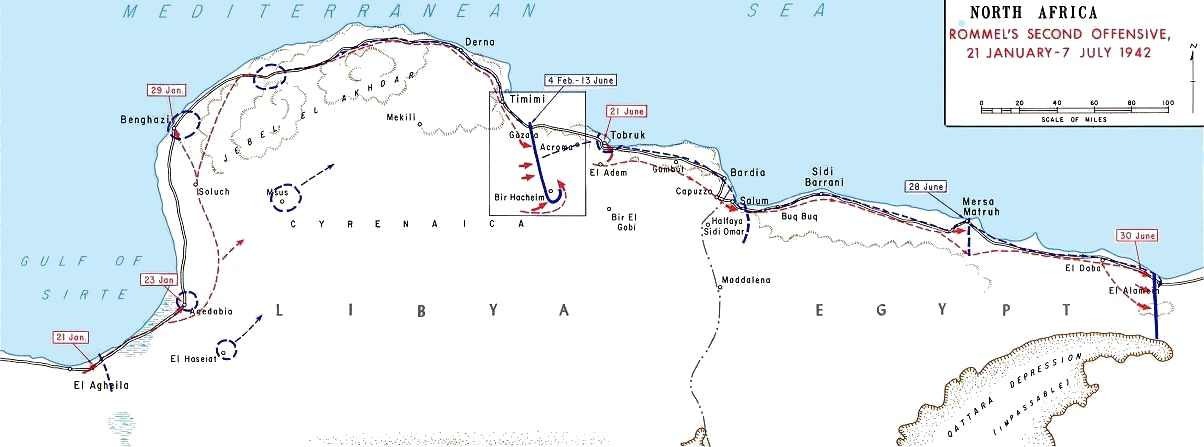
Slag bij Gazala

Op 21 januari 1942 ging Rommel weer tot het offensief over en rukte in Operatie Theseus tot 6 februari op tot Gazala. Daar had hij zelf in 1941 een linie ingericht om op terug te kunnen vallen en die werd nu door de Britten gebruikt als weerstandslijn. Op 16 mei begon hij, na aanzienlijke versterkingen te hebben ontvangen, een grote aanval in de Slag bij Gazala. Hij trok zuidelijk om de Britse hoofdlinie heen maar werd toen door een overmacht van tanks tegen de geallieerde mijnenvelden gepend. Rommels positie leek hopeloos maar het lukte hem alle aanvallen af te slaan en een corridor door de mijnenvelden te openen. Hierop hervatte hij zijn opmars in oostelijke richting. Deze keer nam hij Tobroek wel in, op 21 juni 1942. Het Britse opperbevel had, tegen waarschuwingen van lagere commandanten in, nagelaten de havenstad van een voldoende sterk garnizoen te voorzien. Rommel rukte nu verder op naar het oosten, richting Suezkanaal. In Berlijn werd reeds gedroomd van een Midden-Oosten dat de Duitse zijde koos. Een deel van de bevolking in Syrië en Irak koesterde pro-Duitse gevoelens. Om hun controle over het gebied te versterken veroverden de Britten in 1941 Syrië op het officieel neutrale Frankrijk en sloegen een opstand in Irak neer. 

### Logistieke problemen voor de As-mogendheden

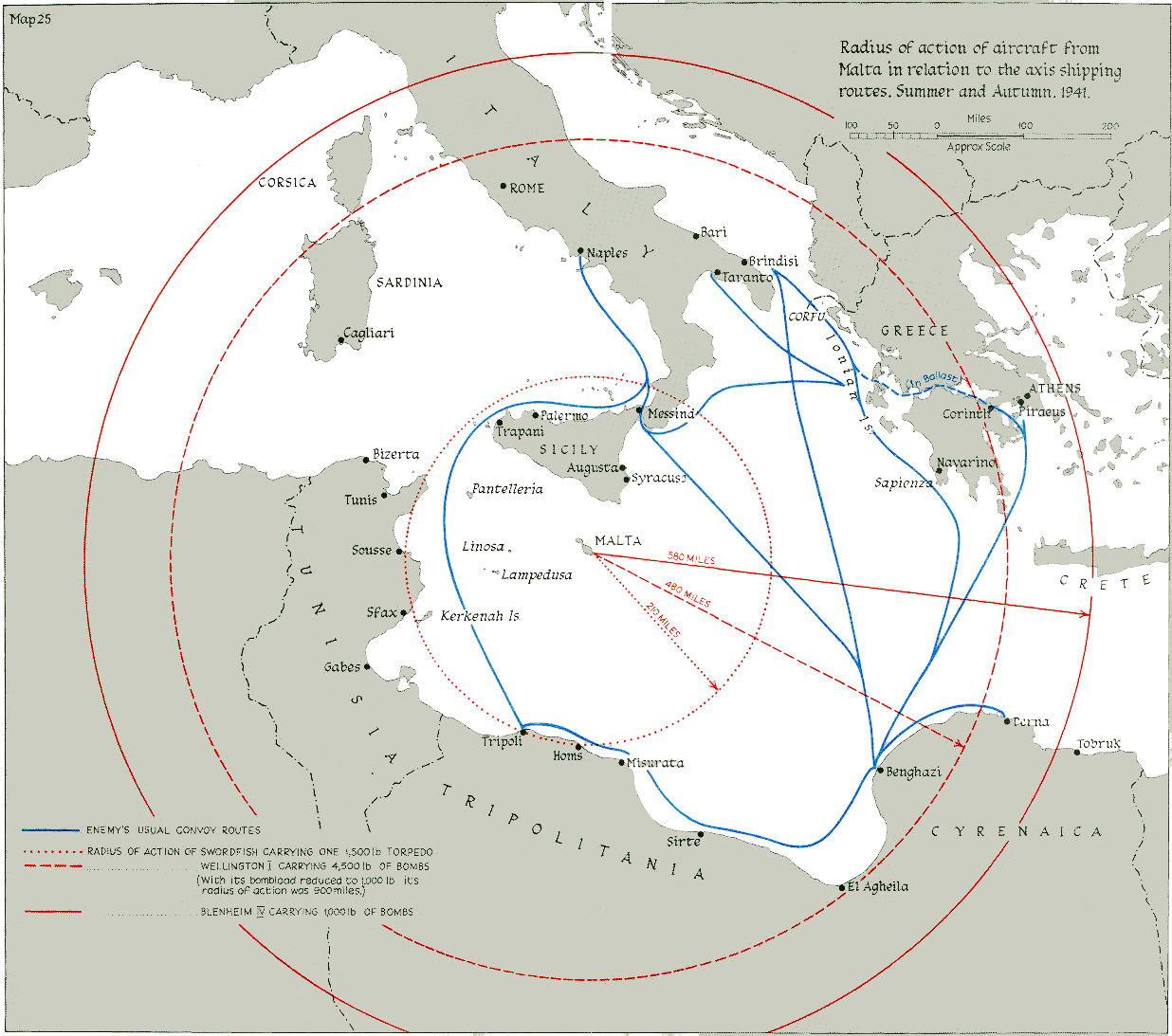
Malta bedreigde de Italiaanse aanvoerlijnen

In 1941 was de aanvoer voor Rommel ernstig belemmerd door Malta. Van dat eiland af vielen Britse vliegtuigen en kruisers steeds de konvooien aan die ze eenvoudig konden vinden omdat de Enigmacodes waren gebroken. Ze brachten van juni 1941 tot en met november 1941 197 500 ton scheepsruimte tot zinken. Het lukte de asmogenheden zo niet hun kleine vrachtvloot uit te breiden. In 1940 gingen 44 schepen verloren, in 1941 134 en in 1942 nog eens 150. Daar stond maar een nieuwbouw, aankoop of buit van in totaal 140 tegenover waaronder slechts vier olietankers. In 1942 probeerden de asmogenheden het eiland door een blokkade en zware bombardementen tot overgave te dwingen en beraamden ook een invasie: Operatie Herkules. Beide projecten mislukten echter, hoewel Malta de Italiaanse scheepvaart niet langer kon bedreigen. 
In de winter van 1941/1942 verbeterde de positie van de asmogendheden omdat Luftflotte II tijdelijk van het oostfront naar Italië werd verplaatst en Duitse onderzeeërs het vliegkampschip Ark Royal en het slagschip HMS Barham kelderden. Amerikaans radioverkeer verklapte aan de Duitsers dat hun codes waren gebroken. Van de 2,6 miljoen ton goederen die tussen 1940 en 1943 naar Libië werd verscheept, zou 85% veilig aankomen. Desalniettemin bleef in 1942 de logistieke situatie precair. De aanval op Malta werd afgeblazen omdat men de veertigduizend ton brandstof niet kon vinden die de Italiaanse vloot voor de actie nodig zou hebben gehad. Alleen door af te zien van ieder offensief richting Egypte zou men Malta hebben kunnen nemen.

### Duitse nederlaag bij El Alamein
Auchinleck trok zijn troepen terug naar El Alamein, een dorpje in Egypte, op 175 kilometer van Alexandrië. Hier werd zijn noordflank gedekt door de Middellandse Zee, terwijl aan de zuidzijde de Qattara-depressie elke omsingeling verhinderde. De steile hellingen daarvan konden namelijk niet door gemotoriseerde voertuigen bedwongen worden.
Rommel viel op 1 juli 1942 aan, maar slaagde er in de Eerste Slag bij El Alamein niet in door de Britse linies te breken. De frontale aanvallen waren tot mislukken gedoemd omdat de Duitsers zelf bij Gazala ernstig verzwakt waren. Eind juni had men nog maar een dozijn werkende tanks over. Een poging op 30 augustus om de Britse linies toch zuidelijk te omtrekken, Unternehmen Brandung, faalde eveneens.
Churchill beval een tegenaanval, maar verschillende achtereenvolgende kleinere offensieven liepen vast op de Duitse en Italiaanse verdediging. Toen Auchinleck een wachttijd van verscheidene maanden eiste alvorens tot nieuwe aanvallen over te gaan, verving een geërgerde Churchill in augustus 1942 het hele opperbevel in Noord-Afrika. Harold Alexander werd opperbevelhebber voor het Midden-Oosten en generaal Bernard Montgomery kreeg de leiding over het Britse 8e leger. Deze nam echter nog meer tijd dan Auchinleck voor de voorbereiding van een offensief, wat wel het voordeel had dat veel Amerikaans materieel kon worden aangevoerd, vooral tanks die zwaarder bewapend waren dan de Britse. Pas op 23 oktober, toen hij tweehonderdduizend man en meer dan duizend tanks tegenover Rommels honderdduizend man en vijfhonderd tanks kon stellen, waarvan dan nog de helft uit Italiaanse troepen bestond, kwam het Britse Achtste leger in beweging. Mede doordat Rommel afwezig was bij het begin van deze Tweede Slag bij El Alamein en doordat Montgomery de absolute heerschappij in de lucht bezat, won het Britse leger deze veldslag. Deze droeg het karakter van een brute uitputtingsslag. Na twee weken strijd bleken de Duitsers en Italianen slechts vijftig van hun vijfhonderd tanks over te hebben, terwijl de geallieerden er vijfhonderd hadden overgehouden.
Rommel trok zich tweeduizend kilometer terug tot in Tunesië, achter de fortengordel van de Franse Marethlinie. Ondanks de geallieerde suprematie in de lucht leed hij tijdens deze terugtocht vrijwel geen verliezen meer. Het besluit zich ver terug te trekken werd gemotiveerd door een verslechtering van de logistiek. Nu ze van de Cyrenaica uit konden opereren waren de Britse vliegtuigen in staat bijna al het transport naar Tripoli te onderscheppen. Alleen met snelle vrachtschepen waagde men nog de overtocht te maken maar daar had Italië er nog maar vijf van. Het aantal olietankers was teruggelopen tot drie die ieder per tocht maar een paar duizend ton brandstof konden vervoeren.

## Amerika voegt zich in de strijd

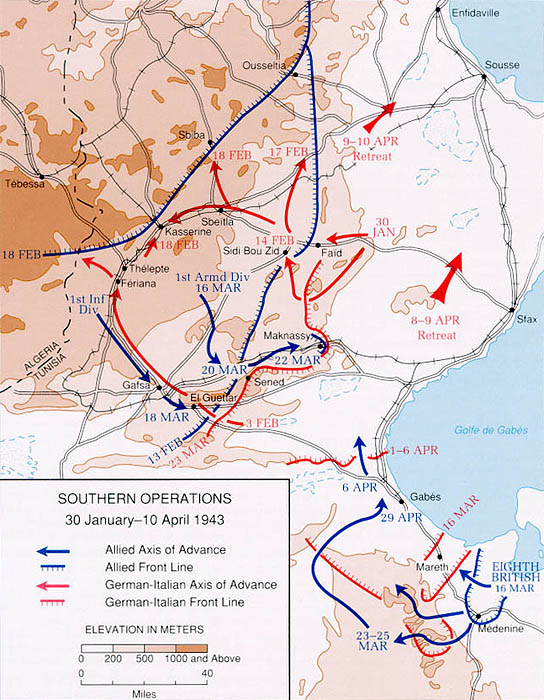
Gevechten in het zuiden van Tunesië

Op het moment dat hij zich terugtrok uit Egypte, moest Rommel een tweede tegenslag verduren: de Amerikanen en Britten landen op 8 november 1942 in Frans Noord-Afrika. Ze hadden afgesproken prioriteit te geven aan de oorlog tegen Duitsland. Wilde men dat voornemen serieus nemen, was het nodig om de tactiek van de massale zeelandingen onder de knie te krijgen zodat het tot een belangrijke inzet van Amerikaanse troepen kon komen. Voor een landing in Frankrijk was het, ondanks optimistische ambities van de Amerikaanse legerleiding, nog veel te vroeg maar een aanval op de in beginsel neutrale koloniën van Frankrijk aan de marge van het Duitse imperium leek haalbaar te zijn. Het sloot daarbij aan bij Churchills streven allereerst de "zachte onderbuik" van Europa aan te vallen. De troepen van Vichy-Frankrijk boden eerst verzet maar gingen op 11 november naar de geallieerde zijde over.

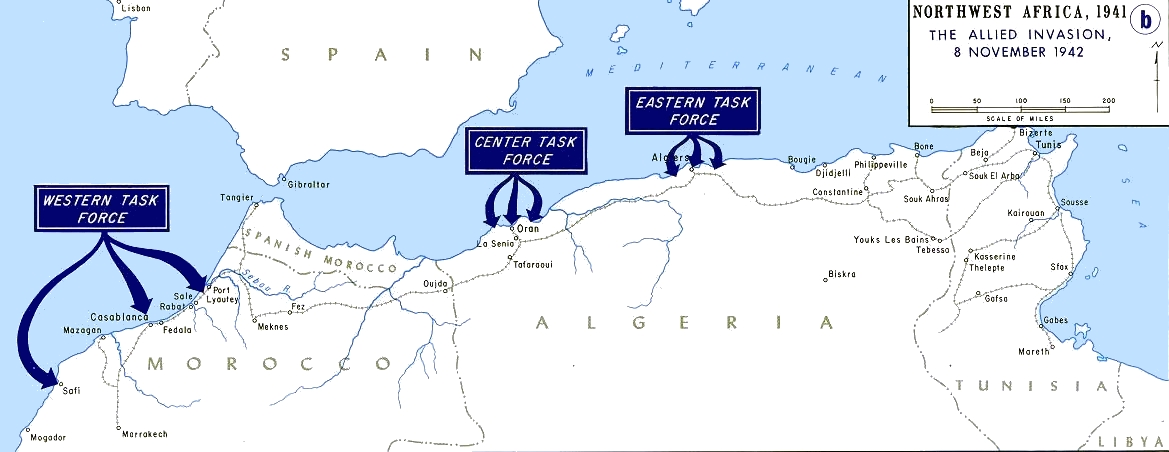
De landingen van Operation Torch

De geallieerde landing in november 1942 in Marokko en het midden van Algerije in Operatie Torch betekende een bespoediging van het einde. De Duitse en Italiaanse troepen in Noord-Afrika werden nu vanuit het oosten en het westen in de tang genomen. Rommel zag echter toch een kans om het tij te keren. Het zou even duren voordat Montgomery hem ingehaald had. Voor die tijd kon hij naar het westen oprukken en de onervaren Amerikanen verslaan. Duitse en Italiaanse troepen bezetten het grootste deel van Tunesië. Daarbij werden nog eens vijf asdivisies naar Afrika overgebracht, waaronder 10. Panzerdivision en schwere Panzerabteilung 501 met Tiger I-tanks.
In de Slag om Kasserinepas, waarbij Rommel midden februari 1943 poogde het Amerikaanse hoofdfront van het zuiden uit te omsingelen, de eerste directe confrontatie tussen Duitse en Amerikaanse troepen in de Tweede Wereldoorlog, brachten de Duitsers de Amerikanen nog ernstige verliezen toe, maar dit kon de kansen niet keren. De omsingeling mislukte. De Amerikanen herstelden zich al snel onder leiding van de na deze slag aangestelde generaal George Patton, die evenals Rommel een groot voorstander van een bewegingsoorlog met tanks was geweest.
De asmogenheden hoopten de bevoorradingsproblemen te matigen door aan de 175 Italiaanse vrachtschepen die men nog bezat 169 Franse vrachtvaarders toe te voegen. De geallieerden zouden echter de helft van die vrachtvloot tot zinken brengen. De aftocht van de asmogendheden in Noord-Afrika was nu onvermijdelijk. Rommel besefte dit maar al te goed, maar zijn voortdurende verzoeken om zijn soldaten naar Sicilië te evacueren werden door Adolf Hitler telkens in de wind geslagen. Al snel was een evacuatie ook niet meer mogelijk door een gebrek aan vervoerscapaciteit. Hitler gaf het bevel om tot de laatste man stand te houden om zo geallieerde landingen in Zuid-Europa zo lang mogelijk uit te stellen. Rommel werd vervangen door Hans-Jürgen von Arnim. Deze vocht een bekwame campagne in Tunesië. Slechts na zware strijd braken de Britten door de Marethlinie. Daarna was de Duitse positie onhoudbaar. Op 8 april begonnen al hun eenheden terug te trekken naar Tunis.
Op 13 mei 1943 gaven de laatste as-strijdkrachten in Noord-Afrika zich over. Ze hadden een kwart miljoen man verloren. Tot september 1943 verloren de Italianen nog eens 168 vrachtschepen. De totale nieuwbouw na juni 1940 was maar achtenvijftig schepen.

## Gevolgen
Voor de asmogendheden had de campagne in Noord-Afrika geen gunstige afloop. Mussolini had gehoopt niet alleen Egypte in te nemen maar via de Soedan aansluiting te vinden met de Italiaanse bezittingen in Eritrea, Abessynië en Italiaans Somaliland om van daaruit heel Brits Oost-Afrika te bezetten. In plaats daarvan raakte zijn leger uitgeput en leed verliezen aan materieel die het niet goed kon maken, zeker toen geallieerde bombardementen in 1943 de nauwelijks door luchtafweer beschermde Italiaanse wapenindustrie konden verwoesten. Hij zou een half miljoen man aan doden, gewonden en vooral krijgsgevangenen in Afrika verliezen. Het Italiaanse leger was in de zomer van 1943 niet meer in staat het moederland te beschermen. Zijn nederlaag in Tunesië zou leiden tot geallieerde landingen in Sicilië en Italië waarna hij ten val gebracht werd en de wettige Italiaanse regering de geallieerde zijde koos. De zeeroute over het Suezkanaal kon toen weer geopend worden, hoewel het economisch belang daarvan gedurende de oorlog gering was. De profijtelijke export van fabrikaten naar India viel stil omdat het grootste deel van de Engelse productie voor de oorlogsinspanning moest worden ingezet. De aanvoer van rubber was al beëindigd door de Japanse bezetting van Zuid-Oost-Azië.
Voor Hitler had de campagne alleen succesvol kunnen zijn als hij, in plaats van in 1941 de Sovjet-Unie binnen te vallen, al zijn inspanningen reeds eind 1940 op de middellandse zee gericht had. Ondanks grote logistieke problemen, zoals een tekort aan vrachtschepen en olietankers, was er dan een kans geweest het Suezkanaal te overschrijden, aansluiting te zoeken met het Franse Syrië en de olievelden bij Kirkoek en de Perzische golf te bereiken en gaan exploiteren — waarbij echter bedacht moet worden dat er indertijd slechts beperkte oliepijpverbindingen tussen Irak en de middellandse zee waren met een capaciteit van anderhalf miljoen ton per jaar. De Britten gebruikten de olie uit het gebied voornamelijk om hun vloot in de Indische Oceaan van brandstof te voorzien. Jozef Stalin hoopte dat het zenden van Rommels expeditieleger de opmaat was voor zo'n krachtsinspanning, een teken dat hij de dans voorlopig zou ontspringen. Hitler is zoiets echter nooit van plan geweest. Eind 1940 poogde hij wel met Vichy-Frankrijk en Spanje een "continentaal blok" te vormen om Gibraltar te veroveren. Dat zou het mogelijk gemaakt hebben de honderden vrachtschepen de middellandse zee in te brengen die noodzakelijk zouden zijn geweest voor een grote campagne in het Midden-Oosten. Franco voelde hier echter niet voor als hem Marokko en Algerije niet zouden toevallen en zonder medewerking van Vichy-Frankrijk kon Duitsland Spanje niet veroveren. De Fransen weigerden zelfs hun havens in Tunesië open te stellen voor de bevoorrading van Libië. De grote Griekse handelsvloot van 1,2 miljoen ton scheepsruimte nam in 1941 voor 95% de wijk naar de Britten of werd tot zinken gebracht. De strijd in Noord-Afrika vergde niet veel manschappen maar legde voor het Duitse leger een hinderlijk beslag van een tiende deel op de toch al niet hoge tankproductie die hard nodig was voor het oostfront.
Voor de westelijke geallieerden was het front in Noord-Afrika ruim twee jaar lang het enige waarop men met Duitse landstrijdkrachten langdurig strijd leverde. In een fase van de oorlog waar de Duitsers onoverwinnelijk leken, waren de regelmatige Britse offensieven, soms succesvol, een grote opsteker voor de bevolking. Door de vele tankslagen leerde men ook van de vijandelijke strijdwijzen en was het mogelijk nieuw materieel te ontdekken en beproeven. Vaak trokken de Britten er echter foute lessen uit. Hun vroege successen tegen de Italianen liet ze te lang vasthouden aan een verouderd onderscheid tussen zware infanterietanks en snelle cavalerietanks. Eind 1942 namen ze de Amerikaanse M4 Sherman als allround-tank in gebruik maar de bruikbaarheid van dat type tegen de eerste generatie Duitse tanks schiep een te optimistische verwachting ten aanzien van de prestaties in 1944 tegen de tweede generatie. In 1942 viel de overwinning bij El Alamein samen met de verpletterende Duitse nederlaag in de Slag om Stalingrad. Het "springtij" van de Duitse opmars was als het ware bereikt en voor velen leek het duidelijk dat de asmogendheden de oorlog verloren hadden.
De veldtocht in Noord-Afrika werd door beide partijen als een "schone" veldtocht gezien. Beide kampen hadden respect voor hun tegenstanders en vermeden oorlogsmisdaden. Er was ook vrijwel geen burgerbevolking die in de weg kon lopen. Gevechtspauzes voor de afvoer van gewonden werden wederzijds gerespecteerd.